# Jahangir
Nuruddin Salim Jahangir (20 tháng 9, 1569 - 8 tháng 11 năm 1627) là vua của đế quốc Mogul từ năm 1605 tới khi qua đời. Cái tên Jahangir trong tiếng Ba Tư có nghĩa là "Nhà chinh phạt của cả thế giới". Còn Nuruddin hay Nur al-Din thì trong tiếng Ả Rập có nghĩa là "Ngọn đèn của cái thiện".
Ông là con trai thứ ba của Hoàng đế Akbar. Hai người con khác của Akbar là Hasan và Hussain đã mất khi còn nằm nôi. Mẹ ông, Công chúa Rajput Jodhabai ở Amber (tên khai sinh Rajkumari Hira Kunwari, con gái lớn của Raja Bihar Mal hay Bharmal, Raja của Amber, Ấn Độ). Dù vậy, nhà văn Salman Rushdie, khi nghiên cứu về lịch sử Mogul để viết tác phẩm Bà phù thủy thành Florence, đã không tìm thấy tên của Jodhabai trong nhiều tài liệu Mogul vào thời bà làm hoàng hậu (hoặc cung tần) của Akbar. Vì vậy, Rushdie cho rằng Jodhabai không có thật và chỉ là một nhân vật hư cấu trong văn hóa dân gian đời sau; và ông đã viết một truyện ngắn ở New Yorker mà trong đó Jodha được đề cập đến như một bà vợ "tưởng tượng" của Akbar. 